# 제4회 일본 참의원 의원 통상선거
제4회 일본 참의원의원 통상선거는 1956년 7월 8일에 시행된 일본 참의원의원의 선거로, 참의원의원 절반을 개선했다.

## 배경
일본사회당 좌우의 재통합에 위기를 느낀 자유당과 민주당의 합당으로 자유민주당이 창당되면서 55년 체제가 성립되었다.
하토야마 이치로 총리의 평화헌법 9조 개헌이 이슈가 되어 자민당은 개헌선 확보를, 사회당은 개헌저지선 확보를 목표로 삼았다.

## 선거 정보

### 투표일
- 1956년 7월 8일

### 선거권자
- 선거권자 50,177,888명

## 선거 결과

### 투표자수
- 전국구 31,162,209명
- 지역구 31,165,167명

### 투표율
- 전국구 - 62.10%

- 남성 : 66.88%
- 여성 : 57.73%

- 지역구 - 62.11%

- 남성 : 66.89%
- 여성 : 57.73%

### 정당별 의석 수
| 정당             | 지역구 | 전국구 | 당선자 합계 | 의석수 |
| ---------------- | ------ | ------ | ----------- | ------ |
| 자유민주당       | 42     | 19     | 61          | 122    |
| 일본사회당       | 28     | 21     | 49          | 80     |
| 녹풍회           | 0      | 5      | 5           | 31     |
| 일본공산당       | 1      | 1      | 2           | 2      |
| 일본치과의사연맹 | 0      | 1      | 1           | 1      |
| 무소속           | 4      | 5      | 9           | 14     |
| 합계             | 75     | 52     | 127         | 250    |

### 전국구 득표 결과
| 정당         | 득표수     | 득표율 | 당선인 |
| ------------ | ---------- | ------ | ------ |
| 자유민주당   | 11,356,874 | 39.7%  | 19     |
| 일본사회당   | 8,549,940  | 29.9%  | 21     |
| 녹풍회       | 2,877,102  | 10.1%  | 5      |
| 일본공산당   | 599,254    | 2.1%   | 1      |
| 노동자농민당 | 181,524    | 0.6%   | -      |
| 기타         | 607,832    | 2.1%   | 1      |
| 무소속       | 4,443,886  | 15.5%  | 5      |
| !총합        | 28,616,411 |        | 52     |